# Dilobopterus klugi
Dilobopterus klugi är en insektsart som beskrevs av Victor Antoine Signoret 1850. Dilobopterus klugi ingår i släktet Dilobopterus och familjen dvärgstritar. Inga underarter finns listade i Catalogue of Life.